# 歩兵機動車
歩兵機動車（ほへいきどうしゃ、英語：Infantry mobility vehicle、略称：IMV）は、主に偵察や警戒および巡察に使用することを目的とした装甲兵員輸送車（APC）で、従来のAPCと比較して小型の車体が多い。代表的な車種にディンゴ、ブッシュマスター 、軽装甲機動車およびティーグルなどがある。
アメリカ軍では、地雷に対する防御力を高めた歩兵機動車を、MRAP（英語：Mine Resistant Ambush Protected、エムラップ、耐地雷・伏撃防護車両）というカテゴリーとして扱っている。
日本のマスコミでは自衛隊が保有するこのタイプの車両である軽装甲機動車をカテゴリ全体の代名詞に用いることがある。

## 概要
歩兵機動車は現代の非対称戦環境下において脅威となっている地雷、IEDなど爆発物から乗員を防護することに重点を置いて開発される。類似した車両には古くはフランスのVAB装甲車やVBL装甲車、南アフリカのブッフェル装甲兵員輸送車がある。この用語は伝統的な装輪型APCにみられる8×8仕様と新たに登場しつつある軽装甲の4×4仕様とそれぞれ区別するために用いられる。これは過去には、例えばBRDM-1/2のように装甲偵察車として分類され得た車種に対応した新語として登場したが、歩兵機動車は歩兵部隊の乗下車をはじめ各種運用を容易にしている点（dismountable）が特徴的である。
装甲強化型であるM1114 ハンヴィーは非装甲型ハンヴィーと見做されるも、歩兵機動車の役割をつとめている。

## デザイン

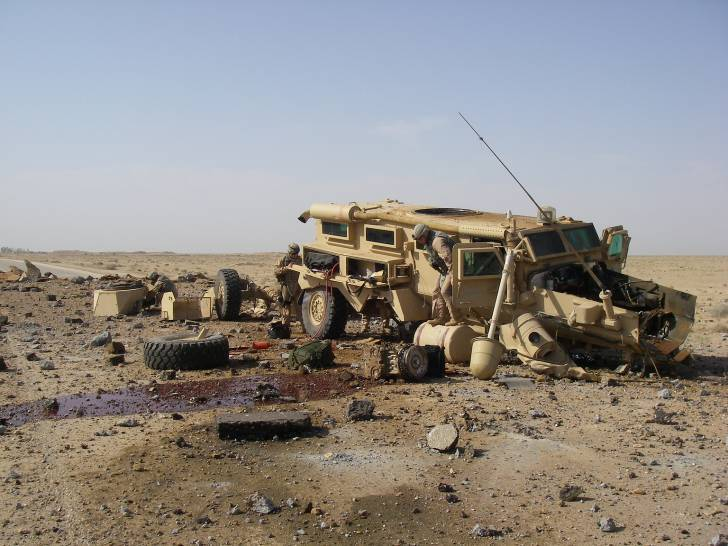
推定400ポンド以上とされるIED攻撃で大破したクーガーMRAP。爆発の直撃を被った前輪側足回りは完全に吹き飛ばされているが、乗員はかすり傷で済んだという。

従来的な装甲板を箱組みしたモノコックボディを有する軍用装甲車に対し、歩兵機動車は従来は主に非装甲車両を充てていた後衛部隊に配備するため製造コストを抑え、車台（フレーム）上に装甲車体を架装したトラックバンないしSUVのような姿をしている。視認性を優先し、防弾ガラスとはいえ民間車に近い大きな窓を備えているため、重装部隊との正規戦で主要な脅威と想定されてきた、銃砲からの徹甲弾に対する防御力はほとんどが重機関銃レベルまでに限定される。
一方、爆発物に対しては従来以上に乗員防護を追求しており、車体底面にV字型車体を採用したり、車内装備として天井面あるいは壁面吊り式の4点シートベルトおよび座席を備える。防御思想自体が、従来では装甲殻の内に他の構成要素をできるだけ収めて継戦能力の維持を目的としてきたのに対し、歩兵機動車では乗員の保護を第一義に、装甲に限らず全ての構成要素を防護物とみなす、大きな転換が生じている（同様の設計思想、装備は従来的な装甲戦闘車両にも新規開発、既存からの改修を問わず、追って適用が進んでいる）。
爆発物に次いで脅威となっている、RPG-7のような対戦車ロケット弾（成形炸薬弾）に対しても、2010年代以後に採用が始まった新鋭の車種では対抗性を備えるとされる。
また、多くの場合、車内にいる乗員によって遠隔操作される遠隔操作火器システム（RWS）を備えている。

## 主な車種
アメリカ合衆国
- ハンヴィー
- MRAP
- M-ATV
- L-ATV / JLTV

 イギリス
- ハスキーTSV

 イスラエル
- サンドキャット
- ダビデ
- ゴラン
- ティグリス

 イタリア
- イヴェコ LMV
- イヴェコ VM90P

 ウクライナ
- KrAZ-5233 ラプター（ウクライナ語版）
- KrAZ-6322 ラプター（ウクライナ語版）
- KrAZ コブラ
- KrAZ クーガー
- KrAZ フィオナ（ウクライナ語版）
- KrAZ ハルク（ウクライナ語版）
- KrAZ ハリケーン（ウクライナ語版）
- KrAZ-ASV パンサー（ウクライナ語版）
- KrAZ シュレック（ウクライナ語版）
- KrAZ スパルタン

 オーストラリア
- ブッシュマスター
- ホークアイ

 スイス
- イーグル

 韓国
- レイコルト KLTV

 ドイツ
- ATF ディンゴ
- ESK ムンゴ
- AGF サーバル
- LAPV エノク

 トルコ
- コブラ
- ヨリュクNMS4×4

 日本
- 軽装甲機動車

 フランス
- PVP装甲車
- ティトゥス

 南アフリカ共和国
- キャスパー
- マローダー
- マンバ
- ブッフェル
- RG-31
- RG-33

 ロシア
- GAZ-2330 ティーグル
  - GAZ-3927 ヴォルク（英語版）
  - GAZ-3937 ヴォドニク（英語版）

- タイフーン
  - KamAZ タイフーン（英語版、ロシア語版）
  - ウラル タイフーン（英語版、ロシア語版）
- BPM-97（英語版、ロシア語版）

 中華人民共和国
- 東風 EQ2050

## ギャラリー

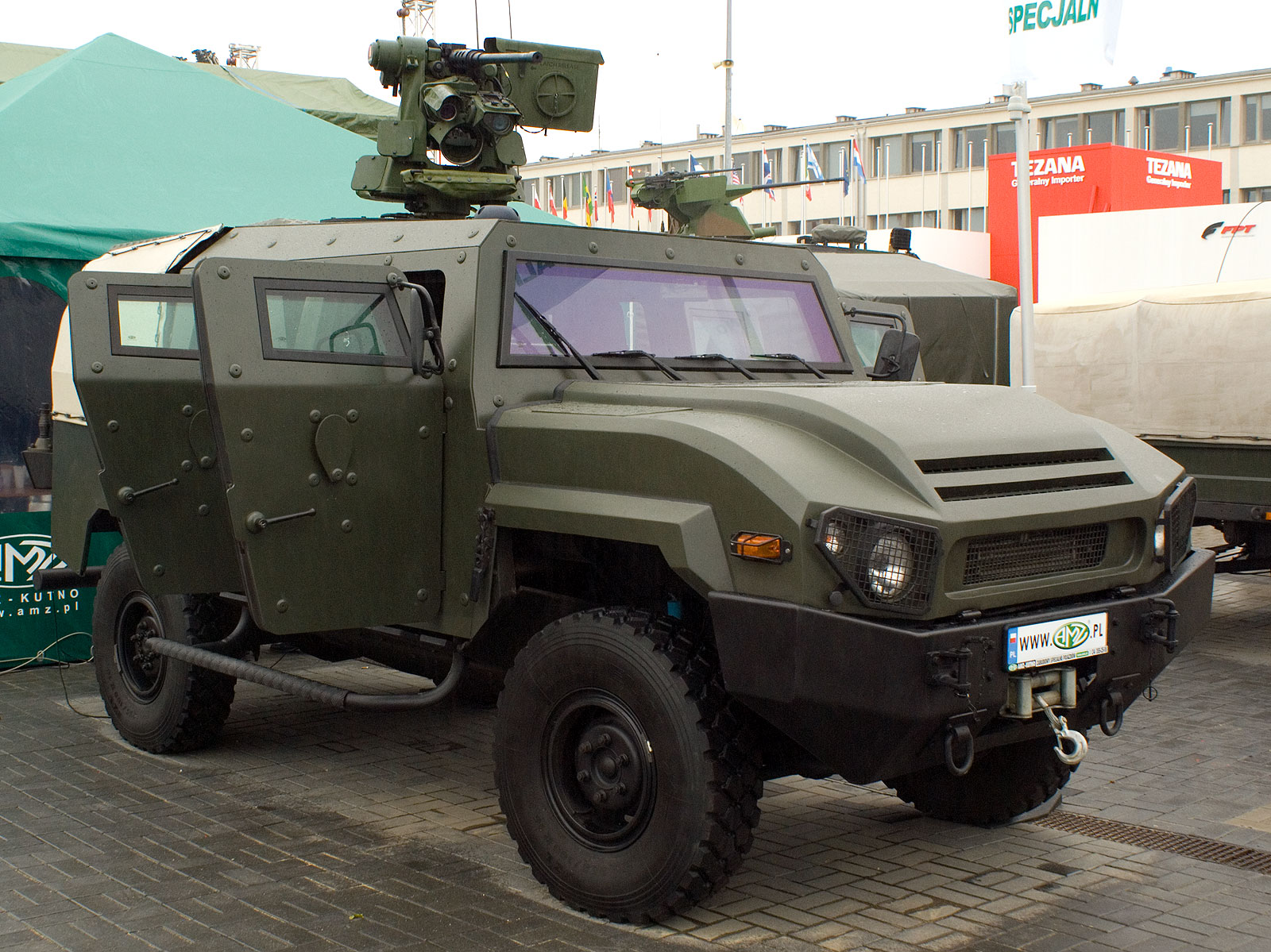
AMZ Tur ポーランド軍の装甲車
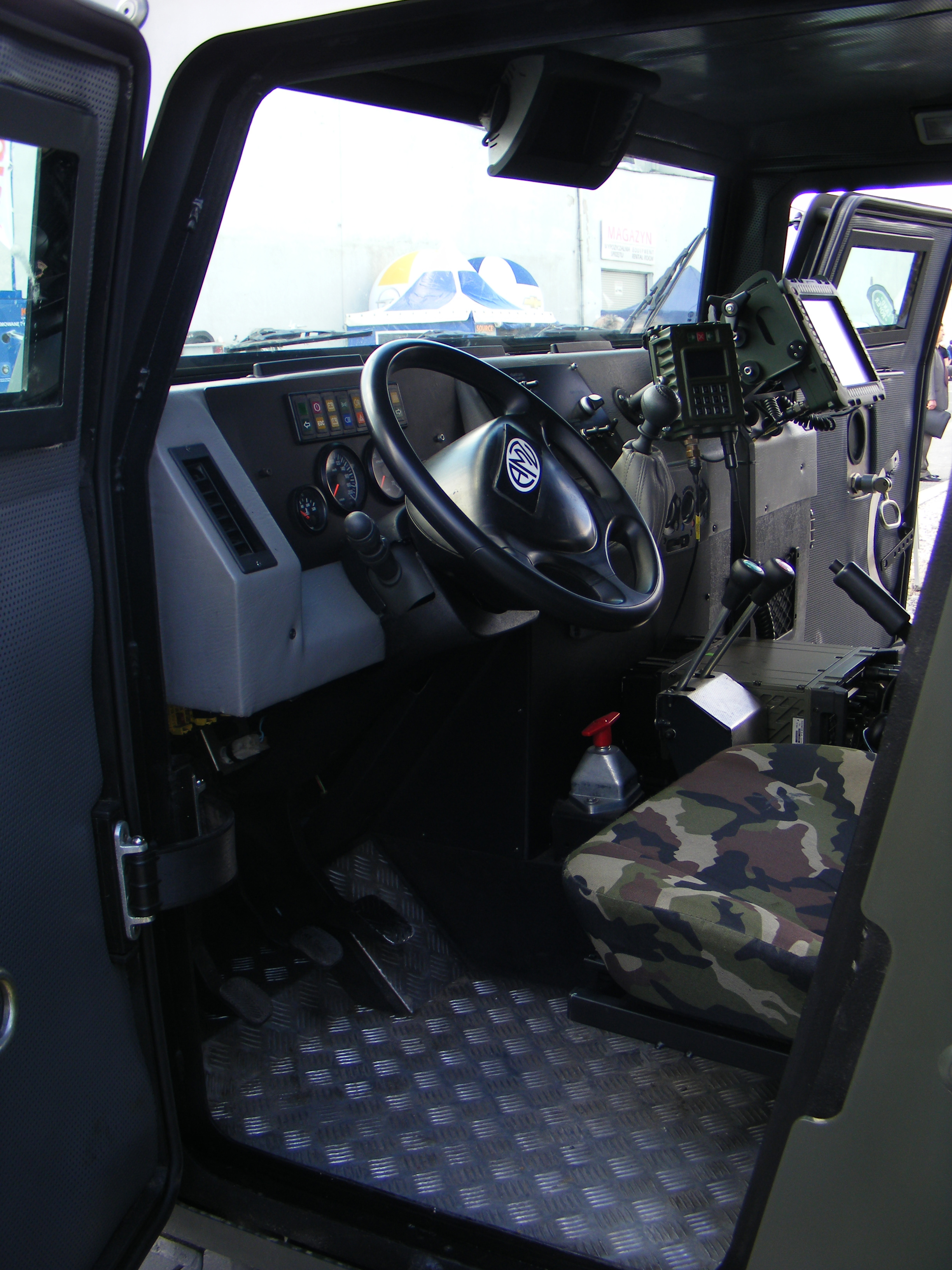
AMZ Turの運転席
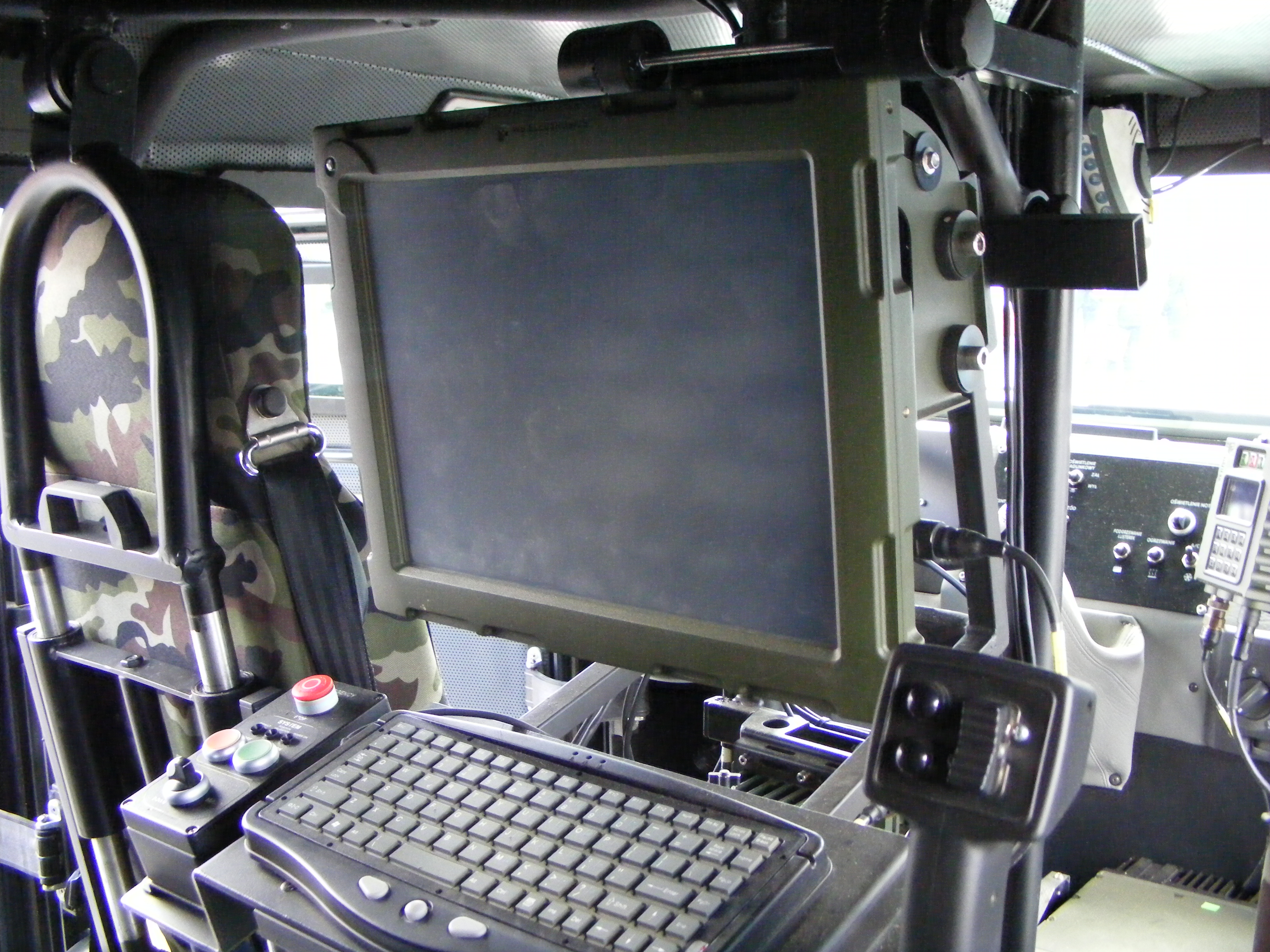
AMZ Turの射手用コントロールパネル